# Jamie Colpitts
Eugene „Jamie“ Walton Colpitts (* 1931 oder 1932 in Salisbury, New Brunswick; † 20. Januar 2023 in Moncton) war ein kanadischer Jazzmusiker (Gitarre).

## Leben und Wirken
Jamie Colpitts wurde in Salisbury als Sohn von Walton Colpitts und seiner Frau Clara (geb. Rogers) geboren. Colpitts lebte in Moncton an der Ostküste Kanadas und begann mit sechs Jahren Gitarre zu spielen. Sein frühes Idol als Jazzgitarrist war Barney Kessel. Schon als Jugendlicher trat er auf Hochzeiten, Beerdigungen und Partys auf; 1949 begann er in der 15-köpfigen Pat Patterson Big Band zu wirken, bevor er sich 1953 der Band von Amos Landry anschloss.
In der Zeit um 1970 wirkte Colpitts, der hauptberuflich im Autoersatzteilhandel tätig war, bei Phil Bodners Album Once More with Feeling! The Clarinet Virtuosity of Phil Bodner (Arbors Jazz, ed. 2007) mit. 1989 hatte er Gelegenheit, mit seinem Idol Barney Kassel auf dem Moncton Jazz Festival bei einer Jamsession aufzutreten. Mit dem Gitarristen Georges Hébert spielte er das Duoalbum Standards for Sail (2007) ein, mit populären Stücken wie „There Is No Greater Love“, „I’ll Remember April“, „Out of Nowhere“, „Body and Soul“ und „On Green Dolphin Street“. 
In der Zeit seines Ruhestands betrieb Colpitts eine Reparaturwerkstatt für Gitarren. Er spielte Anfang der 2000er-Jahre in einer fünfköpfigen Gruppe namens Jazz Generation; außerdem legte er 2017 das Duoalbum Blue Monkton vor, das er mit dem Trompeter Roland Bourgeois aufgenommen hatte, mit dem (namensgebenden) Stück „Blue Monk“ von Thelonious Monk und Standards von Irving Berlin („Always“) bis Antonio Carlos Jobim („Wave“).
Jamie Colpitts starb am 20. Januar 2023 nach kurzer Krankheit im Moncton Hospital im Alter von 91 Jahren.